# Une petite fille dans les tournesols
Une petite fille dans les tournesols (deutscher Titel Ein kleines Mädchen in den Sonnenblumen) ist ein französischer Film (1984) von Bernard Férié.

## Inhalt
Seit drei Jahren ist die junge Lehrerin Marelle in Trauer um ihren Ehemann Daniel, der auf mysteriöse Weise verschwunden ist. Sie sieht keine Zukunft mehr und keine Gegenwart. Dann entdeckt sie, dass er heimlich an den Ort seiner Kindheit gepilgert sein soll. Also unternimmt sie eine Reise ins Gers nahe den Pyrenäen. Seltsame Ereignisse wie die Begegnung mit einem mysteriösen Antiquar einer Buchhandlung und einer älteren Bäuerin eröffnen ihr eine geheime Welt. Wie Eurydike, die Orpheus aus dem Reich der Toten retten soll, begibt sie sich in eine Gruft. Denn vor zwanzig Jahren starb dort ein kleines Mädchen, die Daniel einst heiraten wollte. Und dort, in einer Höhle begegnet Marelle den Toten...

## Entstehung
Von den mythischen Riten im Gers fasziniert, schrieb Bernard Férie die Geschichte einer Trauerbewältigung. Das Drama um eine junge Frau, die den Verlust ihres Mannes zu verarbeiten sucht, wird so zu einer Fabel, einem Märchen. Claude Jade, die in dem Film auf Landstraßen und Feldwegen einen Renault 5 fährt, hatte keinen Führerschein.

## Auszeichnungen
Der Film erhielt 1985 den Prix des Auteurs und den Prix des Nouveaux Talents Télévision de la S.A.C.D.